# Jagdpanzer 38(t)
Pour les articles homonymes, voir Jagdpanzer.
Le Jagdpanzer 38(t), parfois surnommé Hetzer, est un chasseur de chars léger produit par l’Allemagne nazie pendant la Seconde Guerre mondiale sur la base du châssis du Panzer 38(t) tchèque. Conçu en urgence à la fin de l’année 1943 afin de disposer d’un chasseur de chars pouvant être produit dans les usines de l’ancienne Tchécoslovaquie occupée, il entre en production à partir d’avril 1944 et commence à être livré aux troupes en juillet 1944. La production se poursuit jusqu’à la fin de la guerre, avec un total d’environ 2 800 unités produites. Le Jagdpanzer 38(t) a donné également naissance à une variante lance-flammes et à un char de dépannage.
Le Jagdpanzer 38(t) est avant tout conçu comme une plateforme la plus simple possible pour le canon 7,5-cm PaK 39 L/48. Cette simplicité permet de le produire facilement et  avec des ressources limitées, tandis que son armement lui offre une bonne puissance de feu. Le véhicule souffre néanmoins de quelques limitations au niveau du blindage, la protection des côtés et de l’arrière ayant été sacrifiée afin d’assurer une excellente protection vers l’avant. Cette combinaison entre armement et blindage lui permet ainsi de détruire à longue distance la plupart de ses opposants, alors que ceux-ci ne peuvent guère l’endommager de face. Le Jagdpanzer 38(t) est en revanche particulièrement vulnérable sur les côtés, n’importe quel projectile de calibre supérieur à 12,7 mm pouvant traverser son blindage à de longues distances.
Cette vulnérabilité, associée au manque d’expérience des équipages et des commandants d’unités dans les derniers mois de la guerre, réduit grandement l’impact du véhicule sur le déroulement de la guerre. Certaines unités sont ainsi entièrement détruites quelques jours seulement après leur arrivée sur le front en raison d’erreurs tactiques. Arrivé en trop faible quantités et trop tardivement, le Jagdpanzer 38(t) n’a donc eu aucune influence sur le déroulement des opérations et l’issue de la guerre.

## Dénomination
La première désignation du véhicule, attribuée par le service de l’artillerie, est « Sturmgeschütz neuer Art » (« canon d’assaut nouveau modèle ») puis « Sturmgeschütz 38(t) ». Cependant, le service des troupes blindées le nomme en parallèle « leichte Panzerjäger auf 38(t) », « chasseur de chars léger sur châssis 38(t) ». C’est finalement cette dernière dénomination qui l’emporte et le véhicule reçoit dans la nomenclature le nom  de « Panzerjäger 38 fuer 7,5 cm PaK 39 (L/39) (Sd.Kfz. 138/2) ». Ce dernier est modifié le 11 septembre 1944 et devient « Panzerjäger 38 (7,5 cm PaK 39 (L/39) (Sd.Kfz. 138/2) ».
Le surnom Hetzer qui est parfois attribué au Jagdpanzer 38(t) est issu d’une confusion avec le E-10 Hetzer, un projet qui n’a pas dépassé le stade du prototype. Il semble que la confusion ait eu lieu pendant une réunion entre le Wa Prüf 6 et BMM portant sur le Jagdpanzer 38(t), mais pendant laquelle le E-10 aurait également été évoqué ; les Tchèques aurait alors compris que Hetzer était le nom du char qu’ils devaient produire. Lors des premières livraisons le 31 juillet 1944, les unités rapportent donc avoir reçu des Hetzer, d’après les indications du fabricant, mais l’erreur est rapidement corrigée et dès le 3 août les rapports des troupes mentionnent le nom correspondant à la nomenclature. Il est toutefois possible que l’usage du nom Hetzer ait persisté au niveau de la troupe, Guderian expliquant à Hitler le 4 décembre 1944 qu’il s’agit du surnom que les troupes donnent au Jagdpanzer 38(t).
Chaque véhicule dispose par ailleurs d’un numéro de châssis, ou Fahrgestell Nummer, abrégé Fgst. Nr.. Pour le Panzerjäger 38 et ses dérivés, ce numéro débute par 32 suivi du numéro d’exemplaire, chaque usine ayant une plage différente de numéros. Les véhicules produits par BMM sont ainsi compris dans la plage 321001-323000 tandis que ceux produits par Škoda sont compris entre 323001 et 325000.

## Développement
La conception du Jagdpanzer 38(t) est davantage la conséquence du hasard que d’une intention spécifique. L’Allemagne produit dès 1936 divers modèles de Stürmgeschütz, ou canon d’assaut, un véhicule constitué d’un châssis de char sur lequel est montée une superstructure ouverte. Ces engins sont considérés comme des pièces d’artillerie et organisés en batteries au sein de la Sturmartillerie (« artillerie d’assaut »), une branche de l’artillerie. Afin de porter des canons de calibre plus important, les châssis deviennent de plus en plus lourds et à partir de 1942, des canons d’assaut basés sur le châssis du Panzer IV commencent à être développés, puis à partir du Panther en 1943.
Lors du bombardement de Berlin du 26 novembre 1943, l’usine Alkett, principal site de production de canons d’assaut, est en grande partie détruite. Les autorités allemandes cherchent alors un autre lieu pour assurer la production et envisagent l’usine de Böhmisch-Mährische Maschinenfabrik (BMM) à Prague. Celle-ci n’est cependant pas équipée pour construire les canons d’assaut de 24 t qui sont devenus le standard de la Wehrmacht. Le besoin en véhicules de ce type étant toutefois critique, il est décidé d’utiliser tout de même l’usine, mais pour produire un canon d’assaut léger de 13 t.
La conception se déroule de manière accélérée, le véhicule étant assemblé en grande partie à partir de pièces existantes. Les composants moteur proviennent en particulier du Panzerkampfwagen 38(t) et ont donc déjà été longuement testés, ce qui dispense les Allemands de réaliser des prototypes. Les dessins sont proposés le 17 décembre 1943 à Hitler, qui les approuve immédiatement, puis une maquette en bois est présentée à l’Heereswaffenamt le 26 janvier 1944. Hitler ordonne deux jours plus tard d’accélérer encore le programme et il est alors décidé de produire immédiatement trois exemplaires avant le mois de mars pour les faire essayer par les troupes. Le véhicule est accepté par l’armée en avril et vingt exemplaires sont produits pendant ce mois pour une présentation à Hitler le 20 avril 1944. Ces véhicules ne sont toutefois pas complets et doivent ensuite retourner à l’usine pour être terminés.

## Production

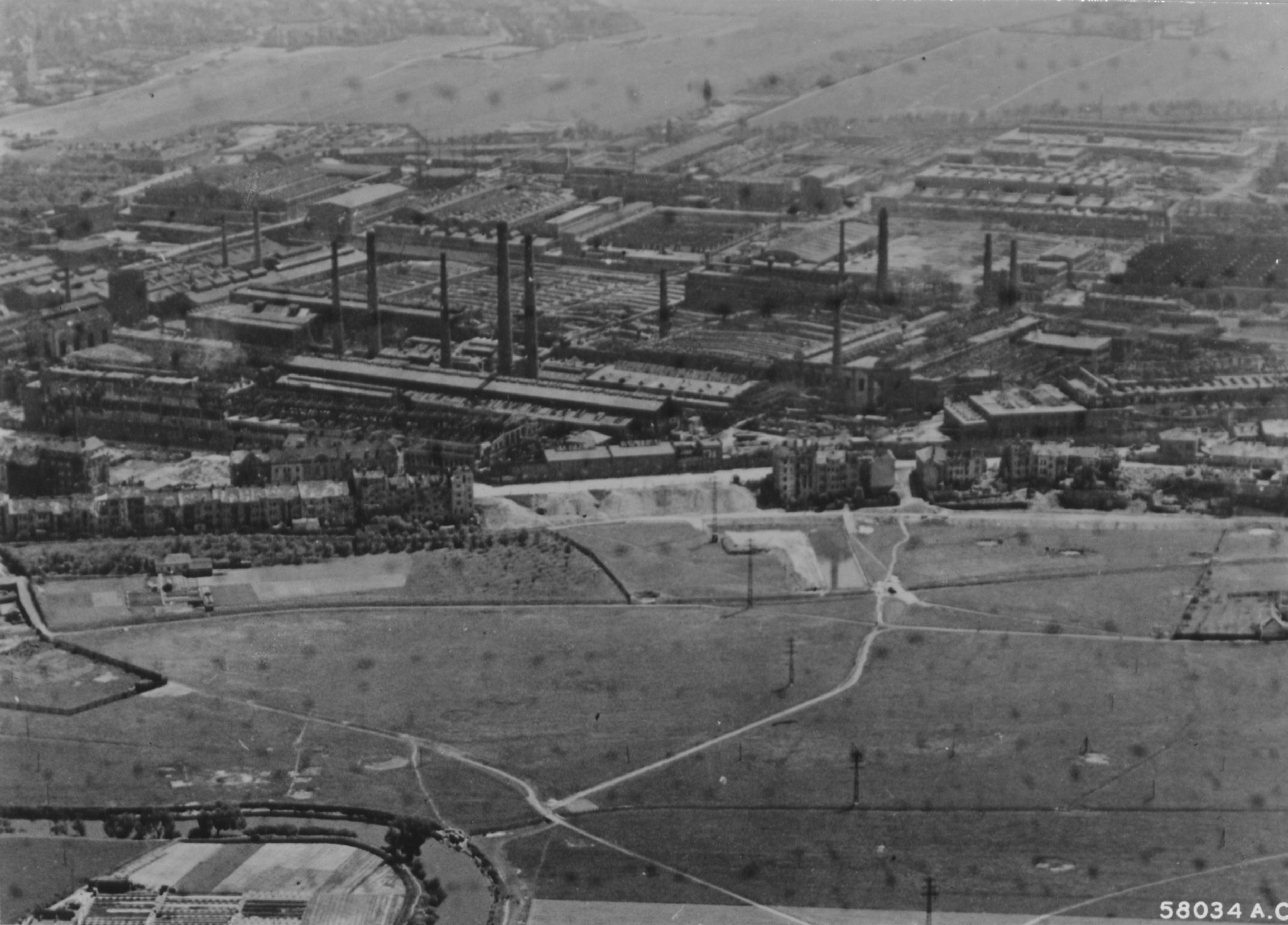
L’usine Škoda en 1945.

Il est décidé dès le 18 janvier 1944 de commander mille véhicules et cette demande devient rapidement mille véhicule par mois, l’objectif devant être atteint en mars 1945 avec une montée en puissance progressive. Même si production est répartie entre l’usine de BMM et celle de Škoda, il s’agit d’une cible de production particulièrement ambitieuse étant donné que même les usines allemandes n’ont jamais dépassées trois cents véhicules par mois. Les usines choisies n’ont par ailleurs jamais atteint de tels chiffres, le record de BMM étant d’environ la moitié tandis que Škoda n’a jamais produit de chars à cette date. En plus de BMM et Škoda, qui produisent certains éléments et sont chargés de l’assemblage, des composants proviennent également de Linke Hoffman à Breslau et de Poldihütte à Komotau, tandis que le canon provient d’Allemagne.
BMM parvient à tenir la cible de production de mai à juin, mais ne parvient pas à produire les deux cents exemplaires attendus pour le mois de juillet en raison du manque de certains composants. Par ailleurs, les véhicules produits sont souvent déficients, avec notamment des problèmes de joints occasionnant des fuites de carburant ou d’huile. Ils sont toutefois quand même acceptés par l’armée, qui a désespérément besoin de véhicules blindés, mais il est décidé de réduire les objectifs de production entre août et décembre afin de permettre un travail de meilleure qualité. La difficulté à tenir la cadence est accentuée par les bombardements alliés, qui ciblent non seulement les usines, mais également les lignes de communication, compliquant l’acheminement des composants qui ne sont pas produits sur place ainsi que des matières premières. L’usine Škoda est ainsi bombardée deux fois en octobre et trois fois en décembre, réduisant grandement sa production pendant cette période ; BMM ne connaît toutefois son premier raid majeur que le 25 mars 1945.
Ni BMM ni Škoda ne parviennent à atteindre l’objectif fixé de cinq cents exemplaires par mois, le maximum atteint étant de quatre cent trente-quatre en janvier 1945. Alors qu’un total de 5 580 exemplaire était prévu à l’origine, cette commande est ramenée le 1er février 1945 à un chiffre plus réaliste de 2 100 avant juin, date à laquelle une version plus simple à fabriquer, le Jagdpanzer 38D, doit entrer en production. Afin de réduire l’impact des bombardements, les moyens de productions sont dispersés en avril 1945. Ces déménagements entraînent toutefois des retards supplémentaires, qui sont rattrapés en imposant des journées de travail de quatorze heures aux ouvriers. Malgré toutes ces difficultés, un peu plus de 2 800 exemplaires du Jagdpanzer 38(t) ont été produits.

## Modifications en cours de production

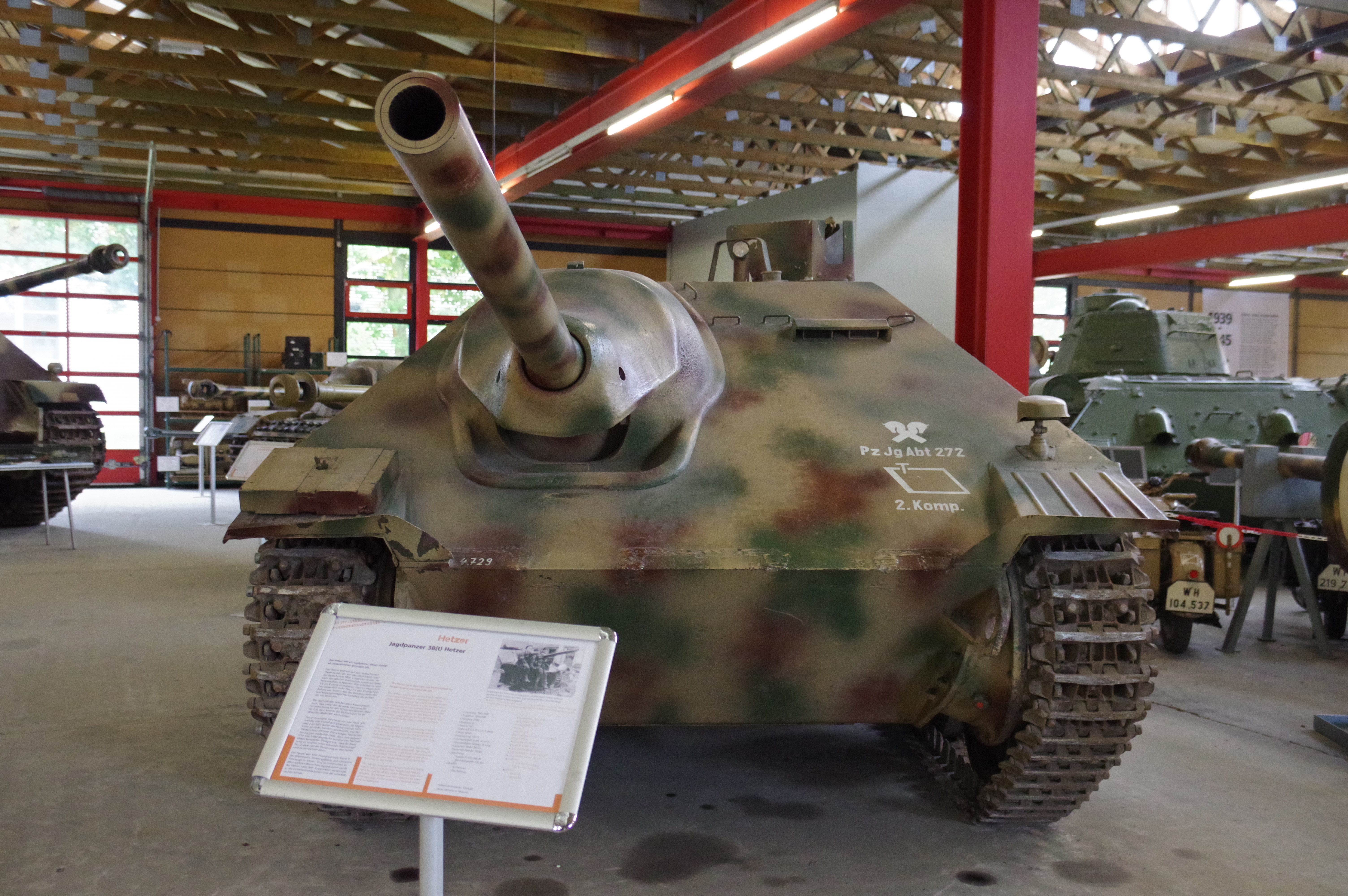
Jagdpanzer 38 du Panzermuseum de Münster. Le périscope du conducteur modifié indique un véhicule produit après octobre 1944.

Un certain nombre de modifications plus ou moins visibles ont été introduites en cours de production, sans que cela ne donne lieu à la création de versions identifiées. Les différences visibles peuvent éventuellement permettre de situer approximativement la période de production d’un véhicule spécifique. La limite n’est cependant pas forcément claire, des anciennes pièces pouvant être réintroduites sur la chaîne en cas de problèmes d’approvisionnement en composants plus récents.
Les roues ont été modifiées à plusieurs reprises dans le but de faciliter la production. Cinq versions de la poulie de retour se sont ainsi suivies : la version d’origine a un bord extérieur plat percé de douze petits trous, nombre réduit à six avant août 1944 ; suit un modèle à rayons soudés avec huit trous, puis à arêtes estampées avec six trous, qui est remplacé par un modèle plat à six trous. Le dernier modèle, plat à quatre grands trous, n’a été introduit que dans les dernières semaines de la guerre et caractérise plutôt les chars produits après guerre pour les armées tchécoslovaques et suisses.
D’autres améliorations visent à renforcer la fiabilité. Certaines le font par la réduction de la masse et l’amélioration de l’équilibrage, par exemple avec le remplacement successif du mantelet en avril puis en août 1944 par des pièces plus légères. D’autres touchent directement au train de roulement, par exemple avec le renforcement de la suspension en septembre 1944 ou le remplacement sur les galets de roulement des boulons, qui ont tendance à se dévisser, par des rivets. Peu de modifications sont faites sur l’armement et la protection. La principale est la modification en octobre 1944 du périscope du conducteur, dont la protubérance accroche les projectiles rebondissant sur le glacis.

## Histoire opérationnelle

### Seconde Guerre mondiale
Les premiers véhicules produits sont livrés aux écoles de formation, la Panzerjägerschule de Mielau en recevant sept en mai 1944, puis l’Ersatzheer trente-huit entre juin et juillet. Ce n’est qu’au début du mois de juillet que le véhicule commence à arriver dans les unités combattantes, les premières à le recevoir étant les Heeres Panzer Jäger Abteilungen 731 et 743. Ceux-ci, auxquels s’ajoutent plus tard les Abteilungen 741, 744 et 546, sont les seules unités indépendantes à utiliser le Jagdpanzer 38(t). Le char n’est en effet pas destiné à être utilisé sous cette forme, mais à être intégré au sein d’une compagnie de chasseurs de chars rattachée à une division d’infanterie, à laquelle il fournit une force antichar mobile pouvant être employée en soutien. Ces divisions disposent normalement de quatorze Jagdpanzer 38(t), mais ce nombre est abaissé à dix à partir de février 1945 afin de pouvoir équiper davantage de divisions.
Outre les unités allemandes, l’armée hongroise se voit fournir 75 exemplaires entre décembre 1944 et janvier 1945. L’armée roumaine ne reçoit cependant aucun des trente exemplaires promis, les Allemands ayant priorisé leurs propres unités.

### Utilisation après-guerre
Après la fin de la guerre, l’usine Škoda de Plzeň reprend la production du Jagdpanzer 38(t). Le premier client est l’armée tchécoslovaque, dont le véhicule, appelé ST-1, est pratiquement identique au modèle d’avant-guerre. Le second acheteur est l’armée suisse, qui en commande 156 exemplaires sous le nom de G-13. À cette date les pièces d’origine commencent toutefois à se faire rare et le véhicule est donc substantiellement différent du modèle d’origine. En particulier, le canon 7,5-cm PaK 39 L/48 est remplacé par le StuK 40, une variante du 7,5-cm KwK 40 et la mitrailleuse de toit remplacée par un périscope. Quelques années plus tard, les moteurs Praga sont remplacés par des moteurs Diesel Saurer-Arbon. Le véhicule est utilisé au sein des brigades légères, puis dans les divisions territoriales jusqu’à son retrait du service entre 1971 et 1972,.
À leur retrait du service, beaucoup de G-13 sont vendus à des musées et à des collectionneurs qui les maquillent de manière plus ou moins réussie en Jagdpanzer 38(t) allemands. Le nombre de véhicules subsistant produits pendant la Seconde Guerre mondiale est réduit, seuls huit exemplaires publiquement exposés étant connus en 2006. Ceux-ci se trouvent au United States Army Ordnance Training and Heritage Center, au musée des blindés d’Axvall, au Musée des Blindés de Bovington, au Musée des Blindés de Koubinka, au musée militaire de la base Borden, au musée des blindés de Thoune, au musée de l'Armée polonaise et au musée des Blindés de Lešany, ce dernier en possédant deux.

## Caractéristiques

### Motricité
L’ensemble moteur du Jagdpanzer 38(t) est très similaire à celui du Panzerkampfwagen 38(t) dont il est issu. Le moteur est un Praga six cylindres de 7 754 cm3 fonctionnant à l’essence et à refroidissement par eau, qui développe 150 ch à 2 600 t/m. La boîte de vitesses comporte cinq vitesses avant et une vitesse arrière et le contrôle de la direction se fait par un différentiel. Le train de roulement est composé de quatre galets porteurs de grand diamètre en acier et bande de roulement en caoutchouc, avec les barbotins à l’avant. La suspension est un système assez simple utilisant des ressorts à lames. Bien que les spécifications initiales aient exigé une vitesse de 60 km/h, le véhicule est en réalité relativement lent, ne dépassant pas les 40 km/h sur route,.
Le train de roulement est affecté par trois faiblesses : d’abord le véhicule pèse trois tonnes de plus que ce qui était prévu ; ensuite la masse n’est pas répartie équitablement mais pèse davantage sur l’avant ; enfin, de par sa conception sans tourelle, le véhicule entier doit tourner pour engager une cible. Ces problèmes affectent en particulier la suspension et la transmission. Ils sont atténués par le renforcement de la suspension avant en septembre 1944 et le remplacement en janvier 1945 de la transmission finale par un modèle plus robuste. La fiabilité reste toutefois correcte dans l’ensemble, surtout pour un véhicule conçu en quelque mois sans prototype.

### Protection
La protection du Jagdpanzer 38(t) est basée sur plusieurs principes. Celle-ci est assurée en premier lieu par la silhouette ramassée du véhicule : avec une hauteur de seulement 1,84 m sans la mitrailleuse, le véhicule est difficile à repérer et à toucher. Le char est également bien protégé par son blindage, dont la forte inclinaison améliore l’efficacité et favorise le rebond des projectiles. Les chances de rebond sont encore augmentées par la nature de l’acier utilisé : le blindage avant est réalisé selon le procédé E22 et présente une dureté de surface d’environ 265-309 Brinell, ce qui le rend plus difficile à pénétrer, au prix toutefois d’un risque accru de fracturation à l’impact d’un projectile.
La répartition du blindage favorise fortement l’avant, où l’épaisseur atteint 60 mm, tandis que la protection des côtés n’est que de 20 mm et celle de l’arrière de 8 mm. La conséquence de cette disposition est que le Jagdpanzer 38(t) est vulnérable sur les flancs à toutes les armes au-dessus du calibre de 12,7 mm, alors que, de face, il est en mesure de résister à la plupart des chars alliés et soviétiques. Ainsi, le Cromwell et le Churchill britanniques, tout comme le Sherman M4A2, n’ont aucun espoir de pouvoir le détruire de face, tandis que le Sherman M4A4 doit s’approcher à moins de 100 m pour avoir une chance. Il en est de même pour le T-34/85 soviétique. Seul l’IS-2 présente une menace sérieuse, pouvant détruire le Jagdpanzer 38(t) de face à 500 m alors que ce dernier n’est en mesure de percer son blindage qu’à courte portée.

### Armement

#### Armement principal
L’armement principal est un canon 7,5-cm PaK 39 L/48 monté en casemate et décentré, ce qui lui offre une traverse restreinte à 5° à gauche et 11° à droite. La visée s’effectue par un périscope Sfl.Z.F.1a monté sur le toit du côté gauche de l’arme. Un frein de bouche est prévu à l’origine, mais comme il n’est pas indispensable au bon fonctionnement de l’arme, il est éliminé sur la version finale afin de réduire le coût de production.
Quatre modèles d’obus sont utilisés : le Pzgr.39, un obus perforant doté d’une charge explosive, le Pzgr.40, un obus perforant à sabot et cœur de tungstène, l’obus explosif Sprgr. et le Gr.38 HL, un obus antichar à charge creuse. Les premiers exemplaires emportent trente-six obus, nombre augmenté à quarante-et-un en novembre 1944. La répartition est d’au moins 35 % d’obus perforants, généralement des Pzgr.39, le Pzgr.40 n’étant disponible qu’en très faibles quantités, et le reste d’obus explosifs. Bien que moins performant que le Pzgr.39, le Gr.38 HL est souvent emporté à la place des obus explosifs pour un usage hybride contre les cibles légèrement blindées.
La précision de l’arme est suffisante pour permettre à un tireur expérimenté d’atteindre de manière presque certaine sa cible au premier tir jusqu’à 500 m. La précision moyenne décroît ensuite au fur et à mesure que la distance s’accroît, chaque type d’obus présentant des performances sensiblement différentes. Ainsi, les chances de toucher au premier tir ne sont que de 45 % à 1 000 m pour le Gr.38 HL, tandis qu’elles sont de 71 % pour le PzGr.39 dans les mêmes conditions. Ce dernier est le plus précis des obus utilisés, avec des chances de succès raisonnables jusqu’à 1 500 m et une portée utile maximale de 3 000 m. Les autres obus ont moins d’une chance sur quatre d’atteindre leur cible au premier tir à 1 500 m et trop imprécis pour être utilisés au-delà de 2 000 m. Bien que moins précis, la nature du Gr.38 HL lui offre l’avantage de disposer d’une capacité de pénétration constante quelle que soit la distance, alors que les obus dont la capacité de pénétration est basée sur l’énergie cinétique voient celle-ci décroître à mesure que la distance de la cible s’accroît. Ainsi, à 100 m, le PzGr.39 peut perforer jusqu’à 106 mm, le PzGr.40 143 mm et le Gr.38 HL 100 mm, mais alors que ce dernier conserve cette capacité à 1 500 m, les deux précédents ne peuvent percer respectivement que 74 mm et 77 mm à cette distance.
Du fait de la pénurie de canons 7,5-cm PaK 39 L/48, il est envisagé à partir de la fin du mois d’avril 1945 de le remplacer par le 7,5 cm StuK 40, une variante produite localement du une variante du 7,5-cm KwK 40. Les essais débutent immédiatement avec une mise en service prévue pour mi-mai.

#### Armement secondaire
L’armement secondaire est composé d’un MG34 installée sur le toit et utilisable par le chargeur. Celle-ci a la particularité d’être un modèle téléopéré, dit Rundumsfeuer, qui peut être utilisé depuis l’intérieur du véhicule, la visée se faisant par un périscope. L’arme a toutefois l’inconvénient d’être alimenté par un magasin dont le remplacement oblige le chargeur à sortir du véhicule, action dangereuse en pleine bataille en dépit de la présence d’un bouclier lui assurant une protection légère.

### Équipage
L’équipage est composé d’un commandant de char, d’un conducteur, d’un tireur et d’un chargeur, qui est également responsable de la radio et de la mitrailleuse. Les trois derniers sont placés l’un derrière l’autre à la gauche du canon, tandis que le commandant se trouve dans un recoin à droite de l’arme, une position qui l’isole du reste de l’équipage qu’il ne peut pas voir. Cette disposition est liée à l’étroitesse du compartiment de combat, qui est de fait inconfortable, avec peu de place pour se mouvoir. La vision de l’équipage est également fortement limitée lorsqu’il est enfermé à l’intérieur et il est totalement aveugle sur la droite et l’arrière.

## Variantes

### Jagdpanzer 38 starr
La décision est prise dès le mois de décembre 1943 de monter dans la version finale du Jagdpanzer 38(t) un canon sans recul, alors en cours de développement. Celui-ci n’étant pas encore prêt, l’expérimentation est faite avec un canon 7,5-cm PaK 39 L/48 installé dans une monture rigide, sans freins de recul. Les essais de l’arme, montée sur un châssis standard de Jagdpanzer 38(t), commencent le 11 mai 1944 et un millier d’obus sont tirés jusqu’au mois d’août. Dans l’intervalle, un châssis spécialement conçu pour cet usage est développé sur la base du Jagdpanzer 38(t) et les essais du nouveau véhicule débutent à partir de septembre. Malgré des problèmes récurrent, en particulier la rupture régulière des optiques de visée en raison du choc violent provoqué par les tirs, dix véhicules sont produits entre décembre 1944 et janvier 1945. Le 22 mars 1945, la décision est prise d’utiliser un moteur Diesel Tatra de 8 cylindres en lieu et place du moteur Praga habituel pour la production de série. L’avance alliée met cependant fin au projet, Hitler ordonnant le 31 mars la destruction des prototypes se trouvant à Berka vor dem Hainich afin d’éviter leur capture et les huit véhicules subsistants servent alors de réserve de pièces détachés.

### Bergepanzerwagen 38 (Sd.Kfz. 136)
Le Bergepanzerwagen 38 est un véhicule de dépannage dont la production débute à l’usine BMM en mai 1944. À cette date, il s’agit simplement d’un châssis de Jagdpanzer 38(t) sans armement et avec une casemate moins haute et ouverte sur le dessus. Les moyens de dépannage sont également limités à des câbles, des poulies et des barres rigides de tractage pouvant être accrochées à un grand crochet soudé à l’arrière de la caisse. Ce n’est qu’à partir de février 1945 que le véhicule évolue significativement, avec l’ajout d’un treuil dans le compartiment et d’une ancre à l’arrière. En parallèle, le blindage frontal est réduit à 30 mm afin de limiter la masse du véhicule. La production prend fin en avril 1945, un total de 181 exemplaires ayant été construits.
Chaque division équipée de Jagdpanzer 38(t) reçoit un Bergepanzerwagen 38, qui est affecté au train logistique. Le véhicule se révéla toutefois être trop faible pour pouvoir assurer correctement ses missions : le tractage était possible sur de courtes distances et un sol dur et plat, mais l’ensemble moteur n’était pas assez puissant pour permettre de remorquer un Jagdpanzer 38(t) dans une pente de plus de 4 %, sur du sable ou des terrains boueux. De plus, même dans des conditions idéales, la sollicitation excessive des éléments moteurs conduisait à des pannes fréquentes, en particulier lorsque le conducteur était inexpérimenté.
Le Bergepanzerwagen sert également de base au 15cm Schweres Infanteriegeschütz 33/2 (sf) alliant son châssis au canon de 15cm sIG33. Conçu en novembre 1944 il est délivré en quantités limitées aux compagnies d’artillerie lourde des régiments de Panzergrenadier.

### Flammpanzer 38
Le 27 novembre 1944, Hitler ordonne de produire plus de chars lance-flammes. À cette date, peu de véhicules sont disponibles pour une telle conversion à part de vieux Panzer III, mais des Jagdpanzer 38(t), sans canon en raison des retards de livraison, sont disponibles à l’usine. Vingt châssis sont ainsi prélevés sur la production au début du mois de décembre 1944 et convertis au cours de ce mois. Les véhicules sont ensuite transportés à Zweibrücken où deux compagnies sont formées : la Panzer-Flamm Kompanie 352 le 25 décembre et la 353 le 30 décembre.
Le Flammpanzer 38 est en grande partie identique au Jagdpanzer 38(t), la seule différence étant son armement principal. Celui-ci est composé d’un lace-flammes Koebe pouvant envoyer un jet enflammé à une distance comprise entre 35 m et 50 m. Un réservoir de 700 L alimente l’arme, ce qui permet d’effectuer une soixantaine de tirs. Le liquide est enflammé à l’aide de cartouches, mais il est fréquent de d’abord effectuer des tirs sans l’enflammer, afin de permettre au liquide de pénétrer les tranchées et autres fortifications avant de l’allumer. Le liquide est fortement corrosif et peut occasionner de graves brûlures chimiques même sans être enflammé.

### G-13

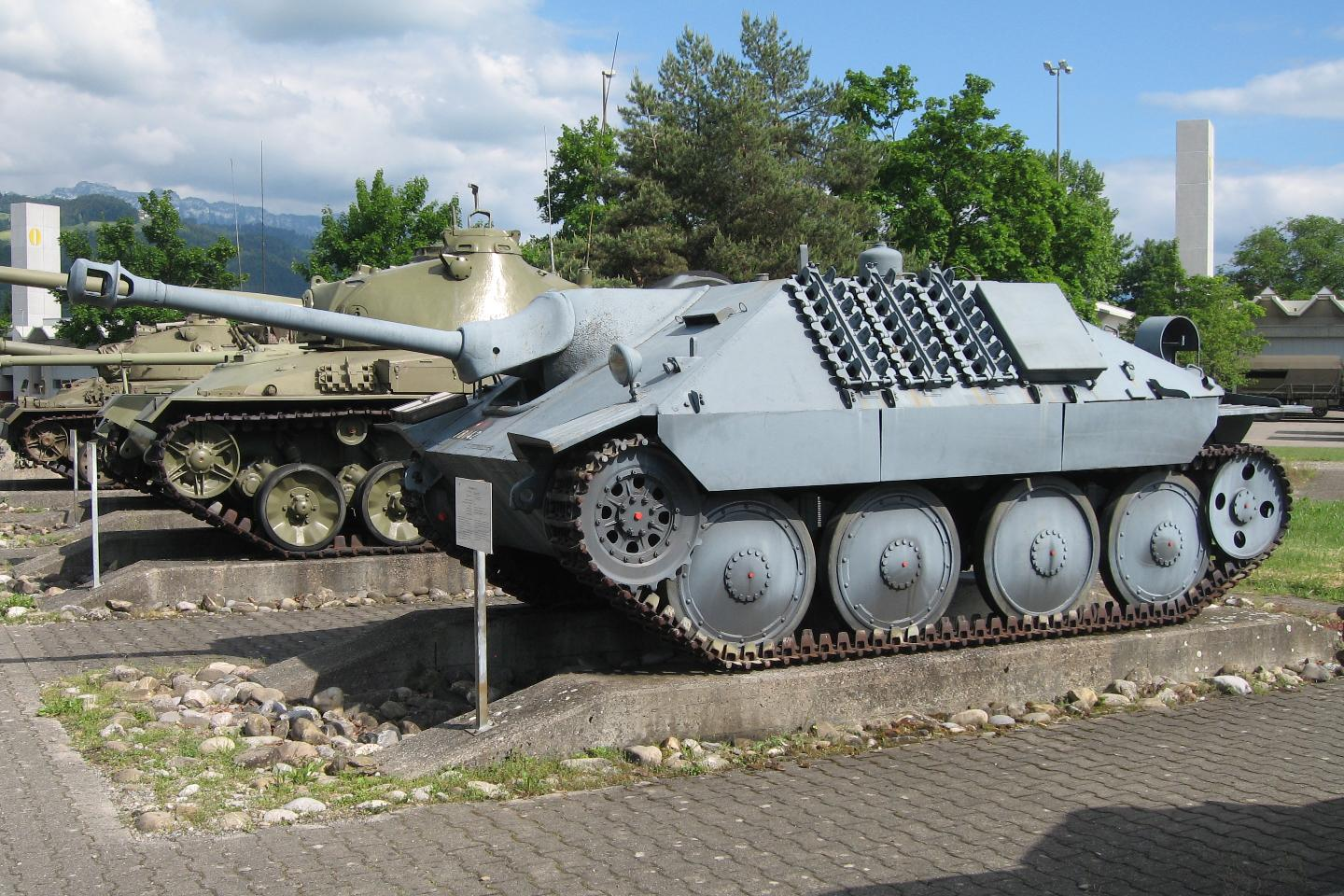
G-13 au musée des blindées de Thoune.

À la fin de la guerre, la Suisse achète 156 exemplaires du Jagdpanzer 38(t), qui prennent le nom de G-13 dans les forces armées de ce pays. Ces véhicules ne sont que légèrement modifiés par rapport au char d’origine, mais se reconnaissent aisément au frein de bouche ajouté au canon, à la poulie de renvoi dotée de quatre trous et à l’absence de la mitrailleuse de toit, qui a été remplacée par un périscope. D’autres modifications sont également effectuées plus tard, notamment le remplacement du moteur à essence Praga par un moteur Diesel de fabrication locale, l’installation d’une mitrailleuse MG31 sur le plan incliné arrière et l’ajout de points d’emport pour des galets porteurs et des sections de chenilles sur les flancs de la casemate. Les Suisses inversent également la disposition de l’équipage à bord, le commandant étant placé à gauche du canon, tandis que le chargeur et le tireur se trouvent à droite. Le G-13 est d’abord utilisé dans l’armée suisse au sein des brigades légères, puis dans les divisions territoriales. Il est finalement retiré du service en 1971.

### Chiffres de production
| Mois        | Objectif | BMM  | Škoda | Total produit |
| ----------- | -------- | ---- | ----- | ------------- |
| Mars        | 0        | 3    | 0     | 3             |
| Avril       | 20       | 20   | 0     | 20            |
| Mai         | 50       | 50   | 0     | 50            |
| Juin        | 100      | 100  | 0     | 100           |
| Juillet     | 175      | 100  | 10    | 110           |
| Août        | 175      | 150  | 20    | 170           |
| Septembre   | 250      | 190  | 30    | 220           |
| Octobre     | 330      | 133  | 57    | 190           |
| Novembre    | 350      | 298  | 89    | 387           |
| Décembre    | 380      | 223  | 104   | 327           |
| Total 1944  | 1830     | 1267 | 310   | 1577          |
| Janvier     | 430      | 289  | 145   | 434           |
| Février     | 350      | 273  | 125   | 398           |
| Mars        | 350      | 148  | 153   | 301           |
| Avril/mai   | 250      | 70   | 47    | 117           |
| Total 1945  | 1380     | 780  | 470   | 1250          |
| Grand total | 3210     | 2047 | 780   | 2827          |

### Données techniques
| Modèle                   | Panzerjäger 38 |
| ------------------------ | -------------- |
| Équipage                 | 4              |
| Longueur hors-tout       | 6,27 m         |
| Longueur caisse          | 4,87 m         |
| Largeur hors tout        | 2,63 m         |
| Hauteur                  | 2,10 m         |
| Hauteur de tir           | 1,40 m         |
| Garde au sol             | 0,38 m         |
| Masse à vide             |                |
| Masse en ordre de combat | 16 000 kg      |
| Pression au sol          | 0,85 kg/cm2    |

| Modèle                                 | Panzerjäger 38                                      |
| -------------------------------------- | --------------------------------------------------- |
| Motorisation                           | Praga AC 6 cylindres 7,75 l                         |
| Refroidissement                        | eau                                                 |
| Puissance brute                        |                                                     |
| Puissance nette                        | 150 ch à 2 600 tours par minute                     |
| Puissance massique brute               |                                                     |
| Puissance massique nette               | 9,4 hp/t                                            |
| Transmission                           | Praga/Wilson CV/TNHP cinq vitesses avant, 1 arrière |
| Suspension                             | ressort à lames                                     |
| Longueur de contact au sol             | 2,72 m                                              |
| Type de carburant                      | essence                                             |
| Contenance des réservoirs de carburant | 320 l                                               |
| Vitesse maximale sur route             | 40 km/h                                             |
| Vitesse de croisière sur route         | 25–30 km/h                                          |
| Vitesse moyenne hors-route             | 15 km/h                                             |
| Autonomie sur route                    | 180 km                                              |
| Autonomie hors-route                   | 130 km                                              |
| Franchissement hauteur                 | 0,65 m                                              |
| Franchissement largeur                 | 1,30 m                                              |
| Franchissement profondeur              | 0,90 m                                              |
| Franchissement pente                   | 25°                                                 |
| Rayon de braquage                      |                                                     |

| Modèle              | Panzerjäger 38 |
| ------------------- | -------------- |
| Type                | HRA            |
| Glacis              | 60 mm à 60°    |
| Caisse avant bas    | 60 mm à 40°    |
| Caisse côtés haut   | 20 mm à 60°    |
| Caisse côtés bas    | 20 mm à 15°    |
| Caisse arrière haut | 8 mm à 70°     |
| Caisse arrière bas  | 20 mm à 15°    |
| Caisse toit         | 8 mm à 90°     |
| Plancher            | 10 mm à 90°    |

| Modèle                                       | Panzerjäger 38                                   |
| -------------------------------------------- | ------------------------------------------------ |
| Armement principal                           | 1 × 7,5 cm Pak 39 L/48                           |
| Viseur armement principal                    | Sfl. Z.F. 1a                                     |
| Traverse/Élévation armement principal        | 11° droite, 5° gauche / +10°, -6°                |
| Munitions armement principal                 | 41 obus de 7,5 cm                                |
| Cadence de tir maximale armement principal 1 |                                                  |
| Armement secondaire                          | 1 × MG34                                         |
| Munitions armement secondaire                | 600 cartouches de 7,92 mm                        |
| Autre armement                               | 1 × Pistolet-mitrailleur (192 cartouches de 9 mm |
| Radio                                        | Fu.Spr.f                                         |